# 정미라
정미라(鄭美娜, 1979년 6월 8일 ~ )는 대한민국의 성우로, 2007년 교육방송 성우극회 공채 21기로 입사했다.

## 주요 출연작품

### 애니메이션
- 신비아파트 고스트볼 Y 6번째 챕터 - 미노타우로스(암컷)
- 똑똑, 에디슨 (EBS) - 테스, 조이
- 캐치! 티니핑 (KBS) - 주르핑
- 미스테리야 (EBS) - 다알 소년
- 피피루 안전특공대 (EBS) - ANN, 세나
- 페파피그 (EBS) - 대니, 조이, 리처드, 레베카 이모, 카일리
- 작스톰 (대원방송) - 토미
- 레이디버그 2 (EBS) - 마농
- 띠띠뽀 띠띠뽀 (EBS) - 토토
- 씽 앤 댄스 동요구출작전 (EBS) - 어둠의 마법사
- 소피 루비 (EBS) - 비쥬
- 엄마 까투리 (EBS) - 거위벌레, 병아리
- 용감한 소방차 레이 (EBS) - 앰비, 엄마
- 헬로 카봇 (KBS) - 리프
- 내 마음은 무지 (투니버스) - 내레이션
- 쓰담쓰담 동물원 프렌쥬 (EBS) - 헬가, 바들이, 오펠리아, 그레타, 퀘이샤, 아나콘다
- 레이디 버그 (EBS) -누루, 마농 (퍼피티어)
- 어휘랑 !교과서 한자어를 찾아라! (EBS) - 놀자요, 숨어요
- 명탐정 피트 (EBS) - 래비
- 냉장고 나라 코코몽 (EBS) - 로보콩
- 출동! 슈퍼윙스 (EBS) - 미나(2기까지), 클라라, 핀, 황제펭귄
- 개구리와 친구들 (EBS) - 곰
- 고민 있어요 하나 아줌마 (EBS) - 버트
- 고양이 파피 (EBS) - 질다
- 곤 (EBS) - 스쿠, 올리, 엔로, 래팡, 우라, 푸스케 맘
- 꼬마기사 마이크 (EBS) - 마법사 이비
- 꼬마버스 타요 (EBS) - 토토, 러비, 동우, 올리, 킨더, 롤리, 제리, 울리, 준, 아수라
- 꼬마철학자 휴고 (EBS)
- 두키 탐험대 (EBS) - 피코
- 마야의 모험 (EBS) - 맥스
- 만점왕 4학년 사회 등 (EBS) - 산이
- 무무와 푸푸 (KBS) - 푸푸
- 미니미니 쿵 (KBS) - 하늘 다람쥐
- 밀라의 뒤죽박죽 동화 여행 (EBS)
- 바두와 친구들 (EBS) - 악어 여왕
- 발리는 귀여워 (EBS) - 찰리
- 버트와 어니 (EBS)
- 베르사이유의 장미 (EBS) - 노와이유, 빅투아르, 빌리에 부인
- 빠삐에 친구들 (EBS) - 개미
- 사이드킥 (카툰 네트워크) - 바나
- 숲 속 대장 룰루 (EBS) - 도치
- 시계마을 티키톡 (EBS) - 치키디
- 신나는 과학 애니메이션 Why? (EBS) - 로봇 오리
- 안젤리나 발레리나 (EBS) - 엄마
- 알쏭달쏭 호기심 마을 (EBS) - 기린
- 어린 왕자 (EBS)
- 초능력 특공대 (EBS) - 카르멘, 매리, 제롬엄마
- 쓱싹쓱싹 마음 쑥쑥 우리는 최고 (EBS) - 힘세군, 어머양
- 호야네 집 (EBS) - 애나,선생님
- 엄마 찾아 삼만리 (EBS) - 지나,반장
- 올리비아 (EBS) - 코너, 버크셔
- 와글와글 친구들 (EBS) - 어머나양, 무모양, 깔깔양
- 요술공주 세리 (EBS)
- 우리는 긴급구조대 (EBS) - 티나
- 제로니모의 모험 (EBS)
- 출동! 안전 구조대 (EBS)
- 칙칙폭폭 처깅턴 (EBS) - 로리, 삐삐
- 크로스 게임 (EBS) - 태영 엄마, 노모
- 클로이의 요술옷장 (EBS) - 릴리, 대니
- 키오카 (KBS) - 빕, 코코
- 트리푸 톰 (EBS) - 스팅크
- 팅가팅가 이야기 (EBS) - 하마새, 여왕벌, 독수리, 표범
- 페넬로페, 뭐할까? (EBS)
- 포포의 이야기 나라 (MBC) - 포포
- 피터 래빗 (EBS) - 플롭시
- 피터 팬 (EBS) - 미라, 베이비
- 페파 피그 (EBS)
- 뚜바 뚜바 눈보리 (EBS) - 아기보리
- 깨미랑 부카 채카 (EBS) - 따라
- 천하 무적 한자 900 (EBS) - 천하
- 좌충 우돌 뭉치네 집 (KBS) - 홍홍이
- 또또바를 찾아라 (EBS) - 천사
- 뚝딱뚝딱 밥아저씨 (EBS) - 바바 부인,푹푹이
- 라봉이와 당근이의 세계 속으로 (EBS) - 라봉이
- 강아지 키우기 프로젝트 코코를 부탁해 (EBS) - 코코
- 릴리의 모험 일기 (EBS)
- 당찬 꼬마 세리 (EBS)
- 요술 공주 세리 (EBS)
- 우당탕 마을 (EBS)
- 찾아 봐요 제스와 함께 (EBS) - 조이
- 고민있어요 하나 아줌마 (EBS)
- 렛츠 스피드업 (EBS) - 할머니
- 제로니모의 모험 (EBS)
- 대결 팡팡 실험실 (EBS)
- 영혼의 전사들 (EBS) - 엄마
- 바두와 친구들 (EBS) - 악어 여왕
- 수퍼 와이 (EBS)
- 알루의 숲속 놀이터 (대교어린이tv) - song
- 달곰 아저씨와 두더지 탐험대 (대교어린이tv) - song
- 몽구스의 대모험 - 환타루 (SBS) - song

### 영화, 드라마
- 극장판 레이디 버그 (movie) - 마농,동생2
- 극장판 꼬마버스 타요의 에이스 구출작전 (movie) - 러비
- 산타바바라 (movie) - 엄마(목소리 출연)
- 내가 고백을 하면 (movie) - 라디오 dj(목소리출연)
- Casualty (헬스메디tv) - 테스
- 메밀꽃 ,운수 좋은 날, 그리고 봄봄 (movie) - 각다귀 저놈 외
- 사자왕 형제의 모험 (EBS)
- 말괄량이 삐삐 (EBS)
- 늑대소녀 살라 (EBS) - 라일라 (부코 호바타)
- brooklyn's finest (movie) - 스미스,샨텔
- 꿈의 질주 (EBS)
- 데이비드를 찾아서 (EBS)
- 빨간 머리 앤 (EBS) - 크리스틴
- 마티다와 리사벳 (EBS)
- 레슬링 소년 제이스 (EBS)
- 미스터리 울프 (EBS) - 라일라
- 마법의 동전 (EBS)
- 주만지 (EBS) - 노라(비비 뉴워스)
- 베토벤 (EBS) - 라이스 (니콜 톰)
- 시끌벅적 마을의 아이들 - 겨울 그리고 봄 (EBS)
- 꼬마돼지 베이브 (EBS) - 고양이(루시 테일러)
- 못말리는 로타 (EBS)
- 카차의 모험 (EBS) - 엄마 (크리스티나 메예르)
- 브리트니의 일상탈출 (EBS) - 케일리 (아만다 쇼)
- 아이칼리 (닉켈로디언)
- 닥터 K (movie) - 간호사 출연

### 내레이션, 다큐
- 디즈니의 동화 속 결혼식 (디즈니)식장을 행진하며 - 메건, 카일라,소년 출연
- 글로벌 특선 다큐 (EBS) 2020 미국의 선택 트럼프와 바이든 - 블레어, 번스타인, 브레너, 질 바이든, 라이트, 매니걸트
- 지구 탐사 이야기 (EBS) - 제20회 환경 지킴이 - 조아나, 알렉사, 질, 애놀라,
- 지구 탐사 이야기 (EBS) - 제19회 청소년 탐사대원 선발대회 - 매디, 알렉산드라, 엄마, 케이티,
- 글로벌 특선 다큐 코로나 19와 싸우는 사람들(EBS) - 코베트, 빌, 바델리아
- 사물의 역사 (EBS) - 롱보우, 말편자, 코르셋 편 중 멜라 역(9회)
- 글로벌 자연 다큐 (EBS) - 야생에서 장수하기 편 중 피시락, 메리,캐시디
- 세계의 눈 반 고흐 미스터리(EBS) - 머피
- 세계의 눈 영국 최초의 TV 프로그램(EBS) - 다니엘, 릴리
- 2017대장경세계문화축전 - 내레이션
- 영유아 교사론 (oun)
- 세계의 눈 지구, 46억 년의 여정(EBS) - 로이든, 잉그램
- 다큐 10+ (EBS)
- 세계의 눈 인간의 세포 1편 세포가 만드는 우리 몸(EBS) - 워커, 파티마, 예후다
- 세계의 눈 인간의 세포 2편 성장과 노화의 메카니즘(EBS) - 콘보이, 루이스, 고모
- 낸시랭의 재미있는 TV 미술관(KBS)
- 나는 농부다 (KBS)
- 마법골프 다이어리<미녀와 야수> (SBS golf)
- HCN 스팟 (채널 칭)
- 최고의 요리비결 (EBS)
- 60분 부모 (EBS)
- CEO 특강 (EBS)
- 토크 앤 이슈 (EBS)
- EBS 현장교육 (EBS)
- 자연의 세계 (EBS)
- 내공냠냠 초등 (EBS)
- 외국인을 위한 한국어 (EBS)
- 생방송 톡톡 보니 하니 (EBS)
- 대학 설명 가이드 (EBS)
- 다큐3부작 마을이 아이를 키운다 (CBS)
- TV 선교 리포트 신 사도행전 (CBS)

### 라디오
- EBS 북카페 (EBS) - 홍석중 작.황진이 - 황진이
- EBS 북카페 (EBS) - 모파상 작.목걸이 - 마틸드
- EBS 북카페 (EBS) - 채만식 작.태평천하 - 춘심, 서울아씨 등
- EBS 북카페 (EBS) - 구상희 작.마녀식당으로 오세요 - 마녀
- ebs다큐멘터리 드라마 코리안 미러클 (EBS) - 낭독 외
- 교과서를 품은 드라마 한국사 (EBS) - 낭독 외
- 한국어 능력시험 topik (EBS) - 러시아어,아랍어,베트남어,중국어,태국어,인도네시아어
- 낭독B (EBS) - 조정래 작가 시리즈
- 낭독B (EBS) - 페르미나 마르케스 - 페르미나 마르케스
- 낭독B (EBS) - 오페라의 유령 - 크리스틴
- 낭독B (EBS) - 투명인간 - 투명인간
- 고전극장 (EBS)
- 다큐 드라마 - 자녀교육 이야기 (EBS)
- 명로진의 책으로 만나는 세상 (EBS)
- 라디오 소설 (EBS)
- 직장인 성공 시대 (EBS)
- 오종철의 대한민국 성공시대 (EBS)

### 인형극
- 에버랜드 2020 왈츠 인 로열팰리스 공연 - 사막 여우 도나
- EBS 딩동댕 친구들 (EBS) - 마시
- 에버랜드 (음성 캐릭터) - 도나
- EBS 딩동댕 유치원 (EBS)
- 방귀대장 뿡뿡이 (EBS) - 뿡순이
- EBSe 똑!똑! 영어놀이터 (EBSe) - 이니
- 똑똑 노리하우스 (EBS) (애니원) - 바리,토토,내레이션
- KBS 엄마의 무릎학교 - 하하 호호 꼬마몽 (KBS) - 히히몽,내레이션

### 게임
- 데스티니 차일드 - (시프트업)
- 월드 오브 워 크래프트 - (블리자드) Kyrian Ascended caster, Centurion Praetor 외
- 아마테라스
- 다크레전드 - 오로라 외
- 창세 - 마법사 니콜 외
- 검은사막 (펄어비스) - 오로엔
- 구운몽 - 어느 소녀의 사랑 이야기 (음성 캐릭터)
- 통스통스 (주제가)
- 맞고 (음성 캐릭터)
- 엠게임 (음성 캐릭터)

### 기타
- 벤티 사조 (광고) - 쌍둥이 강아지의 비밀
- 대국민 예방 개인위생수칙 영상ㅡ코로나 바이러스 예방수칙 (홍보영상) - 질병관리본부 KCDC.
- 다큐 인사이트 (시각장애인을 위한 화면 해설 방송) - 해설
- 여행 생활자 집시맨 (시각장애인을 위한 화면 해설 방송) - 해설
- 기분 좋은 날 (시각장애인을 위한 화면 해설 방송) - 해설
- 관찰일기 (시각장애인을 위한 화면 해설 방송) - 해설
- 수학 동화 60권 (무지개 출판사) - 내레이션, 캐릭터외
- 친정엄마와 2박3일 (라디오 광고) - 내레이션

외 다수